# Franz Josef Bucher
Franz Josef Bucher-Durrer (* 17. Januar 1834 in Kerns, Kanton Obwalden; † 6. Oktober 1906 in Kairo) war ein Schweizer Hotelier, Eisenbahnpionier und Unternehmer. 

## Wirken als Hotelier
Bucher erbaute zusammen mit seinem Geschäftspartner Josef Durrer-Gasser die weltberühmte Hotelstadt auf dem Bürgenstock und wollte auch seinen Gästen einen weniger beschwerlichen Zugang zu seinem Hotel bieten. Er gründete die Drahtseilbahn auf den Bürgenstock und wurde Präsident des Verwaltungsrates. Am 8. Juli 1888 wurde die von Carl Roman Abt projektierte Bürgenstock-Bahn (BstB) eröffnet. Nach einigen Anlaufschwierigkeiten war die Bahn wie ein Magnet und zog die Hotelgäste an. Die Bauaufsicht führte Franz Josef Bucher-Durrer selber, zusammen mit Josef Durrer-Gasser, mit welchem er 1864 die Sägerei Bucher & Durrer und 1868 die Parkettfabrik im Ried in Kägiswil gründete. 1869–1870 hatten die beiden ihr erstes Hotel, den Sonnenberg in Engelberg, erbaut.
Buchers Unternehmen trug den Firmennamen «Schweizerische Hotelgesellschaft». Sie war zu ihrer Zeit das grösste Hotelunternehmen der Welt. Die letzte Hotelgründung war 1906 das «Semiramis» in Kairo. Kurz vor dessen Eröffnung verstarb Franz Josef Bucher-Durrer.
Nach dem Tod von Buchers Söhnen Fritz und Arnold zerfiel das Hotelimperium. Letztes Haus der Schweizerischen Hotelgesellschaft war das Palace Luzern, das 1997 von der Victoria-Jungfrau-Gruppe in Interlaken übernommen wurde. Damit erlosch die Gesellschaft, die den vorzüglichen Ruf der schweizerischen Hotellerie begründet hatte.

## Wirken als Eisenbahnpionier

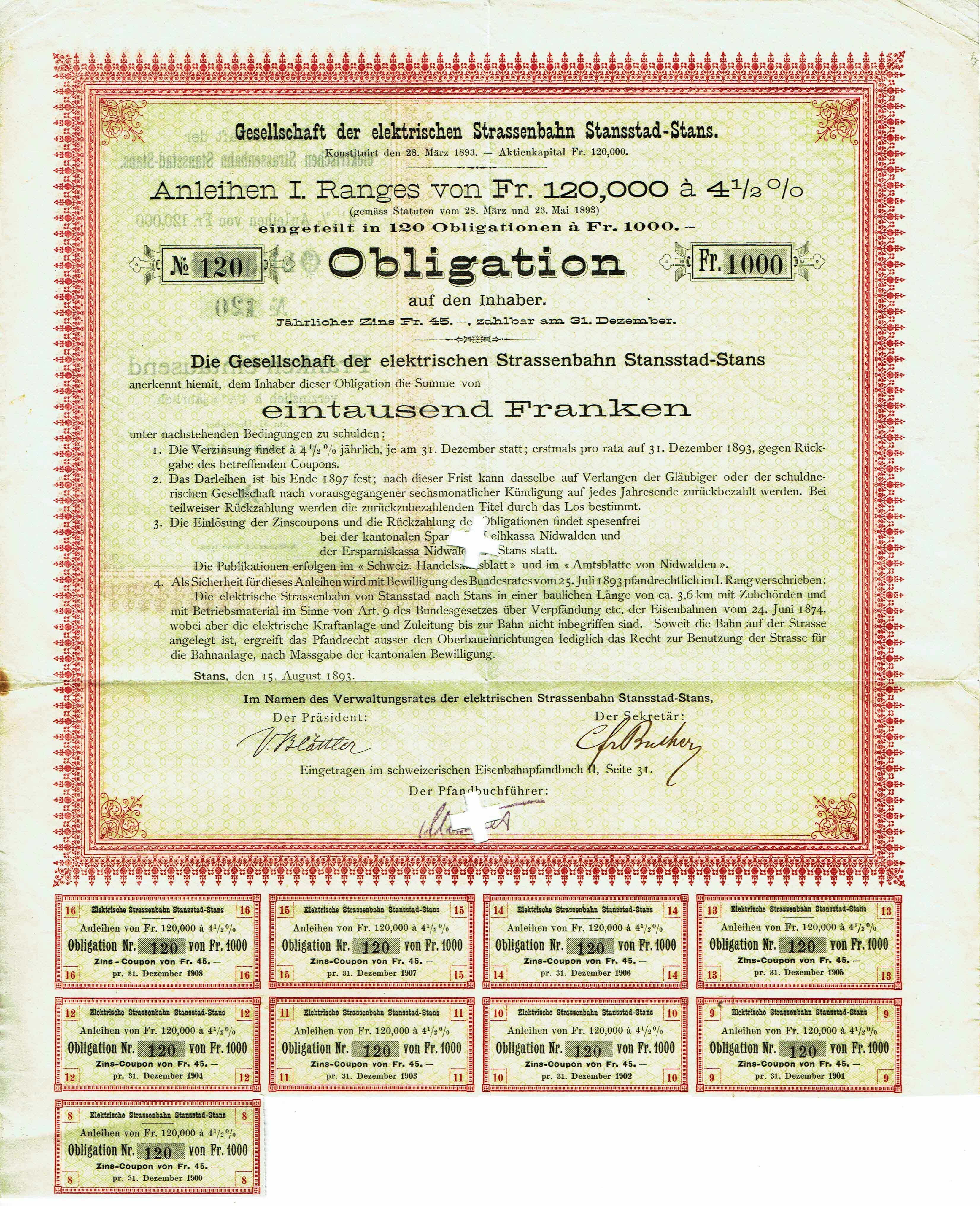
Anleihe der Gesellschaft der elektrischen Strassenbahn Stansstad-Stans vom 15. August 1893 mit Unterschrift von Franz Josef Bucher

Auf Initiative von Bucher geht auch die Elektrische Strassenbahn Stansstad-Stans von der Dampfschiffstation Stansstad zur Talstation der Stanserhornbahn in Stans zurück, und auch die Stanserhorn-Bahn wurde von seiner Firma gebaut. Dieses Wunderwerk, eröffnet am 23. August 1893, mit seinen weltweit einzigen drei Sektionen, rief das Interesse aller technischen Kreise wach. Die Zangenbremse, die den Wagen bei einem Seilriss an den Schienen festschraubt, ist noch heute Standard.
Zahlreiche weitere Bahnen wurden durch die Firma Bucher & Durrer ausgeführt, so die San-Salvatore-Bahn bei Lugano im Jahr 1890, die Drahtseilbahn Vevey-Chardonne-Mont Pèlerin 1900, die Standseilbahn Lugano Stadt-Lugano Bahnhof 1886 und die am 8. Juni 1899 eröffnete Reichenbachfall-Bahn bei Meiringen. 
Nicht unerwähnt sei der Hammetschwand-Lift auf den Bürgenstock, erbaut im Jahr 1905, der zu dem bemerkenswertesten Lebenswerk von Franz Josef Bucher gehört. Er führt auf die 1132 m hohe Hammetschwand, den höchsten Punkt des Bürgenstocks. Bis in die Neuzeit war es der längste und schnellste Lift der Welt.
Aber auch im Ausland hat sich Bucher einen Namen als Eisenbahnpionier gemacht, so baute er in Genua 1896 die Drahtseilbahn auf den Mura delle Chiappe und die elektrische Strassenbahn. Nach deren Vollendung verkaufte er sie der Stadt Genua für eine Million Schweizer Franken, packte das Geld in einen Leinensack, fuhr zurück nach Kerns und spendierte sämtlichen Dorfbewohnern einen Umtrunk. Tags darauf reiste er nach Rom und kaufte aus dem Erlös das Hotel Quirinal.

## Leben
Trotz seiner Erfolge blieb Bucher zeit seines Lebens ein äusserst bescheidener Mann. Nie setzte er sich an die festliche Table d’hôte, die er für seine Kunden errichtet hatte, sondern speiste immer mit dem Personal. Diesbezüglich zirkulieren verschiedene Legenden. Einmal bemerkte er, dass im Speiseraum der Bediensteten nur ein Tisch mit einem Tischtuch gedeckt war. Als er sich nach dem Grund erkundigte, gab man ihm zu verstehen, der gepflegte Tisch sei für das höhere Personal bestimmt. Als Antwort ergriff Bucher ein Ende des Tischtuches und zog es samt dem Gedeck zu Boden. Obwohl in vielen Ländern und in zwei Kontinenten tätig, konnte Bucher keine Fremdsprachen. Sämtliche Anweisungen gab er immer in seinem kernigen Obwaldner Dialekt. Das einzige italienische Wort, das er zudem häufig brauchte, war «avanti».

## Öffentliche Ämter und Ehrungen
Bucher war Gemeinderat in Kerns, von 1884 bis 1896 Obwaldner Kantonsrat sowie Initiant, Mitbegründer und Verwaltungsrat der 1886 gegründeten Obwaldner Kantonalbank.
Auf dem Bürgenstock erinnert ein Denkmal an Franz Josef Bucher-Durrer, der zu den bedeutenden Unternehmern der Schweiz zählt.